# Remixes n the Key of B
Remixes N The Key Of B – remix album Bobby'ego Browna z 1993 roku.

## Lista utworów
1. "Two Can Play That Game"
2. "Shock G's Get Away"
3. "T.R's Get Away"
4. "Humpin' Around"
5. "She's My Lady"
6. "That's The Way Love Is"
7. "Something In Common"  (z Whitney Houston)
8. "One More Night"
9. "I Want You, I Need You"
10. "Good Enough"
11. "Storm Away"